# Bernard Hennebert
 (décembre 2023).
Il peut être nécessaire de l'améliorer pour respecter le principe de neutralité de point de vue. Veuillez consulter la page de discussion pour plus de détails.

Pour les articles homonymes, voir Hennebert.
Bernard Hennebert est un blogueur et écrivain belge spécialisé en culture et dans la défense des droits des consommateurs de culture.

## Biographie
Cette section ne s'appuie pas, ou pas assez, sur des sources secondaires ou tertiaires indépendantes du sujet.

Pour l'améliorer, ajoutez-en, ou placez des modèles {{Source secondaire souhaitée}} ou {{Source secondaire nécessaire}} sur les passages mal sourcés. (mars 2022)
Bernard Hennebert s'engage afin de faire respecter les droits et les devoirs des usagers dans le secteur du temps libre, comme les lecteurs de la presse écrite, les auditeurs, les téléspectateurs, les acheteurs de DVD, de CD ou de places de concerts, les visiteurs de librairies, de musées, de salles de cinéma ou de parcs d'attractions. Bernard Hennebert s’efforce également d’obtenir l'ouverture gratuite des musées de la Communauté française de Belgique tous les premiers dimanches du mois et organise une visite en groupe dans un des musées offrant la gratuité[Interprétation personnelle ?].
Il est le fondateur et le coordinateur de l'Association des téléspectateurs actifs (A.T.A.), de janvier 1994 à décembre 2001.
Il crée le 1er février 2003 le site Consoloisirs, où il présente son action et publie le guide des musées gratuits.
Le 26 mars 2012, il fonde l'association Arts et Publics avec Jacques Remacle pour promouvoir la gratuité des musées les premiers dimanches du mois en Fédération Wallonie-Bruxelles. En 2014, plus de 100 musées ont rejoint le dispositif d'accès gratuit du premier dimanche de chaque mois.
Certaines de ses propositions font polémique et créent un débat d'idées au sein de la communauté concernée, comme sa défense du droit  de photographier les œuvres d'art dans les musées. 
Il publie en septembre 2015 Une vie à séduire  aux éditions Aden. Une vie à séduire propose une quarantaine de récits où l’auteur dévoile les phrases de ses aventures personnelles telles qu’elles ont été écrites ou prononcées, grâce aux petites annonces parues dans les années 1980 qu'il rédigeait lui-même dans Libération ou sur les sites de rencontres homosexuelles sur Internet.

## Rubriques dans la presse écrite
- Le Ligueur publie sa chronique intitulée À l'écoute des usagers du temps libre depuis août 2002.
- Le Journal du mardi publie sa rubrique hebdomadaire Nos médias depuis le 21 mars 2006.

## Ouvrages de l'auteur
- Mode d'emploi pour téléspectateurs actifs, Bruxelles : Labor ; Espace de libertés, 2003
- La RTBF est aussi la nôtre, Bruxelles : Aden, 2006
- Il faut sauver la RTBF, Charleroi : Couleur livres, 2008
- Les musées aiment-ils le public ? : carnets de route d’un visiteur, Charleroi : Couleurs Livre, 2011[7]
- RTBF, le désamour - Constats et pistes d'évolution, Charleroi : Couleurs Livre, 2012
- Une vie à séduire, Bruxelles : Aden, 2015